# Tadhg O’Sullivan
Tadhg O’Sullivan (* 1927; † 1999) war ein irischer Botschafter.

## Leben
1949 trat er in den auswärtigen Dienst und war 1951 Gesandtschaftssekretär in Paris.
Er wurde in Dublin, Brüssel und Bern beschäftigt.
1961 wurde er zum Gesandtschaftsrat an der Mission beim UN-Hauptquartier ernannt.
1970 war er Botschafter in Lagos, Nigeria.
Von 1981 bis 1984 war er Botschafter in Washington, D.C.
Von 1985 bis 16. September 1987 war er Botschafter in Moskau.
Von 16. September 1987 bis 7. Oktober 1991 war er Botschafter in Paris.
Tadhg O’Sullivan war mit  Brid O’Sullivan verheiratet.
| Vorgänger       | Amt                                                                  | Nachfolger                 |
| --------------- | -------------------------------------------------------------------- | -------------------------- |
| —               | irischer Botschafter in Lagos 1970                                   | Paul John Geoffrey Keating |
| John Burke      | irischer Botschafter in Washington, D. C. 1981 bis 1984              | Pádraig MacKernan          |
| Pádraig Murphy  | irischer Botschafter in Moskau 1985 bis 16. September 1987           | David Donoghue             |
| Andrew O’Rourke | irischer Botschafter in Paris 16. September 1987 bis 7. Oktober 1991 | John H. F. Campbell        |